# Senza via d'uscita - Un amore spezzato
Senza via d'uscita - Un amore spezzato è una miniserie TV in due puntate diretta, da Giorgio Serafini, con Massimo Ranieri e Anna Galiena. È andata in onda in prima televisiva il 4 e il 5 giugno 2007.

## Trama
Matteo Della Torre è l'amministratore delegato di un'importante azienda di tessuti, la Filati Prandi, di cui è diventato socio maggioritario in seguito al matrimonio con Caterina Prandi, figlia del fondatore. L'azione si svolge in un'ipotetica zona del nord Milano. In realtà nelle inquadrature del film sono riconoscibili diversi paesaggi di Varese, Busto Arsizio, Gallarate e del Lago Maggiore. La coppia ha due figli, Diana e Luca, ma non vive un momento felice. Scopriamo che Matteo ha avuto una breve relazione con una giornalista, Simona. L'atmosfera tesa tra i due coniugi si ripercuote sui figli, in particolare su Luca, costantemente in conflitto con il padre.
Caterina accusa il marito di dedicarle poca attenzione e di essere troppo preso dal lavoro. In effetti Matteo vive per la Filati Prandi: dopo anni critici, è riuscito a risanare l'azienda, duramente incalzata dalla concorrenza straniera, e sta per varare un piano di rilancio con l'aiuto del cognato Giulio, responsabile del marketing, e dell'amico Umberto Amati, direttore finanziario. Quando tutto sembra andare per il verso giusto, un evento imprevisto turba la serenità dell'imprenditore e dei suoi collaboratori: un ambiguo faccendiere, di nome Costa, lo ricatta per una questione di fondi neri legati alla precedente gestione del suocero. Poco dopo Costa viene ucciso.
Il Pubblico Ministero titolare dell'inchiesta, Francesca Trevisan, e il commissario Gaudioso concentrano i loro sospetti su Della Torre che è stato l'ultima persona a parlare con Costa. Inoltre, durante le indagini alla Filati Prandi, gli inquirenti scoprono un trasferimento illegale di 30 milioni di Euro dal conto dell'azienda verso una banca svizzera.
La situazione della Filati Prandi precipita. Umberto Amati, l'unico ad avere accesso ai conti oltre a Matteo, sparisce. Per il Pubblico Ministero e la Guardia di Finanza non ci sono più dubbi: Matteo è l'autore della distrazione di fondi; il latitante Amati, disperatamente alla ricerca di soldi per garantire un trapianto di cuore alla figlia, è suo complice.
Al consiglio d'amministrazione Matteo deve affrontare anche la sfiducia del suo rivale Guglielmo Castelli, socio della Filati Prandi e spasimante di Caterina.
Quando Giorgio Vanni, il killer di Costa, lo chiama per proporgli una via d'uscita, Matteo cade nella trappola e accetta di incontrarlo in aeroporto. Qui viene arrestato dalla Trevisan, che sospetta che lui stia fuggendo all'estero.
Nel frattempo Simona, in collera con l'ex amante, pubblica un articolo scandalistico sulla loro relazione. Dopo aver scoperto di essere stata tradita, Caterina lascia definitivamente il marito.
La vita in carcere per Matteo è dura. Presto l'imprenditore comprende che il suo avvocato non sta facendo nulla di concreto per tirarlo fuori. Ad aggravare la situazione contribuiscono le tendenziose dichiarazioni che Simona fornisce alla Trevisan, rafforzando nel magistrato l'idea che Matteo sia implicato nell'omicidio di Costa.
Intanto, per salvare la fabbrica, Caterina vende le proprietà di famiglia a Guglielmo e con il figlio adolescente Luca va a vivere da suo fratello Giulio. Diana, la primogenita, si trasferisce invece dalla nonna Emma, molto provata dalla situazione in cui si trova il suo unico figlio Matteo.
Di fronte al crollo del suo mondo e alla perdita dei suoi cari, Della Torre trova comunque la forza di reagire e, con un nuovo avvocato difensore, cerca disperatamente le prove per dimostrare la sua innocenza. Matteo scopre che il suo cellulare è stato clonato grazie all'aiuto di un compagno di cella, della figlia Diana e di Michele: quest'ultimo è il direttore tecnico della Filati Prandi e il nipote di Guglielmo e sta vivendo una dolce storia d'amore con la ragazza. Anche Simona, accortasi di aver esagerato nel suo desiderio di rivalsa, fa del suo meglio per aiutare l'imprenditore.
Tornato libero, Matteo tenta di recuperare il rapporto con Caterina, che in fondo non ha mai smesso di amarlo, e con i figli. Durante una riunione del consiglio d'amministrazione, Della Torre scopre alcuni raggiri di Guglielmo ai danni della Filati Prandi. Nel frattempo Caterina viene a sapere delle tangenti pagate da suo padre a Costa, di cui Matteo non l'aveva informata per proteggere l'immagine del suocero, e capisce quanto sia profondo l'amore di suo marito.
Dopo la morte della figlia che non ha superato l'intervento al cuore, Umberto Amati torna dall'estero. Quando Matteo arriva a casa dell'amico, lo trova impiccato. L'autopsia stabilisce che si tratta di un omicidio: la Trevisan accusa Matteo di averlo ucciso, dopo aver trovato in una cassetta di sicurezza una prova che lega l'imprenditore a Giorgio Vanni, il killer di Costa. Latitante, Matteo si nasconde a casa di Simona.
In seguito l'uomo incontra in segreto suo cognato Giulio, per cedere le quote societarie necessarie a salvare la fabbrica. Attraverso una serie di indizi, Della Torre capisce che è proprio suo cognato il traditore. Giulio, da sempre geloso del successo di Matteo, è l'ideatore del subdolo piano volto a rovinarlo.
Matteo informa l'incredula Caterina e, con l'aiuto della donna e dei figli, prepara un piano: Giulio viene smascherato e arrestato. Matteo può quindi riprendere la sua vita di sempre. Con la famiglia, finalmente riunita, ed una nuova ricchezza, quella che l'uomo è riuscito a costruire con i suoi cari nei giorni più bui, fatta di amore e di complicità.

## Dati d'ascolto
| Numero Puntata | Trasmesso il  | Telespettatori | Share  |
| -------------- | ------------- | -------------- | ------ |
| 1              | 4 giugno 2007 | 4.405.000      | 18,66% |
| 2              | 5 giugno 2007 | 4.882.000      | 21,41% |